# Schallenburg (Sömmerda)
Schallenburg ist ein Ortsteil der Stadt Sömmerda mit etwa 344 Einwohnern. Der Ort befindet sich im Norden Thüringens im Landkreis Sömmerda.

## Lage
Schallenburg befindet sich in der Unstrutaue südwestlich der Kernstadt Sömmerda direkt am Fluss nahe der Stadt und der Bundesstraße 176.

## Geschichte
Die urkundliche Ersterwähnung des Ortes erfolgte am 19. Februar 1327. Das Dorf Schallenburg liegt an einem Übergang der Unstrut und wurde durch die mittelalterliche Burganlage Schalkenburg geschützt. Schallenburg lag im Spätmittelalter im Amt Sömmerda und gehörte zusammen mit dem Flecken bzw. der Stadt Sömmerda ab 1418 als Lehn des Stiftes Fulda zur Stadt Erfurt.
Seit 1815 gehörte Schallenburg zum Königreich Preußen, Landkreis Weißensee. In der heutigen Gemarkung liegt ein Teil der Wüstung Wenigen-Schallenburg. Das Dorf Schallenburg zählte um 1840 laut einer statistischen Untersuchung  486 evangelische Einwohner. Es wurden 95 Wohnhäuser, 181  Stallungen und  Scheunen, drei Gemeindehäuser, ein Krug und eine Schule  erwähnt. Ein Lehrer unterrichtete die schulpflichtigen 45 Knaben und 54 Mädchen. In Schallenburg betrieb man zu dieser Zeit folgende Gewerbe: eine Mahlmühle mit 4 Gängen, auch eine Ölmühle. In einem Steinbruch wurde Gips gebrochen und zu Baumaterial verarbeitet. Die  handwerkliche Weberei  und Textilfertigung war mit drei Leinewebstühlen präsent. Die  Übersicht erwähnt auch zwei Bäcker, zwei Fleischer, einen Schuhmacher, zwei Schneider, zwei Tischler, einen Hausschlächter, einen Barbier, auch acht Mägde und sechs Knechte. Schließlich werden noch vier Musikanten erwähnt sowie drei  Lebensmittelhändler  (Victualienhändler), die Lebensmittel von außerhalb benötigten. Der gesamte Viehbestand umfasste 46  Pferde, 145 Rinder, 635 Schafe, 84 Ziegen und 113 Schweine. Die  Dorfflur umfasste 2308 Morgen  Fläche, die landwirtschaftliche Nutzfläche umfasste davon 1930 Morgen Ackerland, 27 Morgen Gartenland, 245 Morgen Wiese und 53 Morgen Weiden. Ferner wurden 53 Morgen Gemeindewald erwähnt. Es gibt einen ertragreichen Obstanbau, die Gehölze bestehen aus Weichholzarten (Weiden, Birken und Erlen).
Am 6. Mai 1993 wurde Schallenburg in die Stadt Sömmerda eingemeindet.

## Sehenswürdigkeiten
- St. Cyriakus-Kirche

## Politik
Derzeit ist Christian Güttel Ortsteilbürgermeister.

## Verkehr
Der Ortsteil ist 2 km von der Bundesstraße 176 entfernt.